# Lumkuia
Lumkuia (лат.) — вымерший род цинодонтов, окаменелости которого были обнаружены в зоне Cynognathus группы Бофорта в южноафриканском бассейне Кару, датируемом ранним средним триасом . Он содержит единственный вид, Lumkuia fuzzi, названный в 2001 году на основе экземпляра голотипа BP/1/2669, который сейчас находится в Институте Бернарда Прайса в Йоханнесбурге, Южная Африка. Род относится к собственному семейству Lumkuiidae . Lumkuia находят не так часто, как других цинодонтов из той же местности, таких как диадемодон и Trirachodon.

## История изучения
Голотип и единственный известный экземпляр Lumkuia, BP/1/2669, был найден Полом Рубсаменом недалеко от Lumku Mission в Восточно-Капской провинции, недалеко от небольшого городка Лэйди Фрер. Он был извлечён из пород, относящихся к подзоне B зоны Cynognathus и состоит из хорошо сохранившегося черепа, части плечевого пояса (включая левый лопаточно-ключичный отросток, левую и частичную правую ключицы и эпистернум), 10 спинных позвонков с ребрами, 8 хвостовых (хвостовых) позвонков и почти полного левая передняя конечность. Образец хранился в коллекции окаменелостей Института Бернарда Прайса в Йоханнесбурге, где он первоначально был указан как детёныш Трираходона, который является примитивным представителем Gomphodontia. Однако в 1988 году американский палеонтолог Джеймс А. Хопсон заметил, что Lumkuia похожа по строению черепа с Probainognathus и Chiniquodontidae, членами более похожей на млекопитающих клады цинодонтов, которая позже будет названа Probainognathia.
В 2001 году Джеймс А. Хопсон и Джеймс У. Китчинг отнесли образец к новому таксону Lumkuia fuzzi . Родовое название происходит от Lumku Mission, недалеко от которой был найден голотип. Видовое название дано в честь южноафриканского палеонтолога Альфреда У. «Фузза» Кромптона . Хопсон и Китчинг дали подробное описание черепа, но посткраниальные элементы были описаны лишь поверхностно. В 2022 году Жюльен Бенуа и его коллеги дали более полное описание этого образца, включая заднюю часть черепа, на основе данных, полученных с помощью синхротронной рентгеновской компьютерной томографии.

## Описание
Заклыклыковые зубы похожи на зубы более поздних хиникодонтид, но вторичное нёбо, в отличие от них, довольно короткое, и у этого рода отсутствует изгиб вентрального края черепа, наблюдаемый у хиникводонтид. Lumkuia можно рассматривать как более продвинутого, чем другие цинодонты, такие как циногнат, с высокими и узкими коронками зубов и загнутыми внутрь вершинами.

## Классификация
Lumkuia была впервые описана в 2001 году палеонтологами Хопсоном и Китчингом, которые считали ее самым базальным представителем Probainognathia; это размещение было подтверждено несколькими более поздними исследованиями. Филогенетический анализ 2010 года, проведенный Лю и Олсеном, и несколько более поздних анализов, основанных на той же матрице данных, Lumkuia была исключена из клады, включающей Cynognathia и Probainognathia. Однако при переописании Lumkuia в 2022 году новые анатомические признаки, обнаруженные во время исследования, были включены в Анализ Лью и Олсена (2010), в результате которого Lumkuia была возвращена на базальное положение в кладе Probainognathia. До открытия Lumkuia самые ранние известные представители Probainognathia были из более молодых слоев в Африке и Южной Америке, которые были отложены в конце среднего и позднего триаса.